# Archibald Vincent Arnold
Archibald Vincent Arnold (24 tháng 2 năm 1889 – 4 tháng 1 năm 1973) là một tướng lĩnh lớn của Quân đội Hoa Kỳ trong chiến tranh thế giới thứ hai.

## Tiểu sử
Arnold là người chỉ huy Sư đoàn 7 bộ binh trong chiến dịch quần đảo Aleut. Arnold vẫn chỉ huy Sư đoàn 7 bộ binh trong suốt phần còn lại của chiến tranh Thái Bình Dương cho đến khi ông được đặt trong lệnh của 7 ngày.
Arnold là người chỉ huy của 7 ngày trong chiến dịch Philippines và trận Okinawa. Ông đã nhận được Huân chương Dịch vụ xuất sắc để phục vụ trong chiến tranh thế giới thứ hai.
Sau chiến tranh, ông được bổ nhiệm làm thống đốc quân đội Triều Tiên. Ông từng là Phó Giám đốc của Ủy ban hỗn hợp US-USSR, gặp tại Seoul, Hàn Quốc, vào tháng 1 năm 1946, và sau đó là Ủy ban hỗn hợp Mỹ-Xô diễn ra vào tháng 4 năm 1946. Nhiệm vụ chính của Ủy ban hỗn hợp là đoàn tụ Bắc và Nam Triều Tiên sau khi chia cắt năm 1945.